# Džemaludin Alić
Džemaludin Alić (Zenica, 19. maj 1947 — Sarbriken, 4. septembar 2017) bio je bosanskohercegovački književnik. Rođen je u zeničkom naselju Tetovo. Gimnaziju je završio u rodnom gradu, a studije južnoslovenskih književnosti i jezika na Filozofskom fakultetu u Sarajevu 1972. godine.
Objavio je više knjiga pjesama:
- Tamni kristal, Zagreb, 1969.
- Razbijanje površine, Sarajevo, 1969.
- Pjev sve tišeg srca, Zagreb 1971.
- Sezona lova, Zagreb, 1974.
- Nesanica, Sarajevo, 1976.
- Put u iskon, Sarajevo, 1978.
- Rađanje Atlantide, Sarajevo, 1988.
- Sarajevo, oko moje, Split, 1992.

Za knjigu pjesama Tamni kristal dobio je nagradu Fonda A.B. Simić 1969. godine u Zagrebu.
Alić je pisao i prozu, kritiku i eseje. Prvi roman I smrt će proći objavio je 1978. godine u Zagrebu, a zatim slijede romani Trošenje grijeha (1980, Sarajevo); Kukci (1988, Banja Luka); Demijurg (1989, Tuzla); i Pataren (2001, Sarajevo).
Knjigu priča Zamka za Ishaka Ledinu objavio je u Sarajevu 1982. godine.
Komadanje Orfeja, izbor kritike, polemike i eseja, publikovao je u Tuzli 1986. godine, a djelo Antologija bosanskohercegovačke pripovijetke . stoljeća objavljuje u časopisu Život (7—8, 1980. godine). 
- Roman Kukci preveden je na makedonski jezik i objavljen pod naslovom Skakulci u Skoplju 1991. godine.

- Antologija bosnaskohercegovačke pripovijetke . stoljeća objavljena je na jeziku esperanto u Sarajevu 1982. godine.

- Roman Demijurg preveden je na njemački jezik i objavljen u Bliskastelu 1995. godine. Pataren je takođe objavljen na njemačkom jeziku 2003. godine.

Nakon izbijanja rata u Bosni i Hercegovini Alić je sa porodicom otišao da živi u gradu Splitu u Hrvatskoj, gdje izdaje list RBiH, a od kraja 1993. godine živio je u egzilu u Njemačkoj sa statusom slobodnog umjetnika. U egzilu je napisao knjigu pjesma Bosna Bosona, roman Pataren i djelo Devetnaest stoljeća Bosne (1988, Frankfurt).

## Literatura
- Alić, Džemaludin (1991). Demijurg. Sarajevo: Svjetlost. str. 187.

## Spoljašnje veze
bošnjački Vikicitat ima citate vezane za članak: Džemaludin Alić